# Viktor Vladimirovič Hrjapa
Viktor Vladimirovič Hrjapa (Kijev, 3. kolovoza 1982.) je ruski profesionalni košarkaš, rođenjem Ukrajinac. Igra na poziciji niskog krila, a trenutačno je član ruskog CSKA iz Moskve. 

## Karijera
Hrjapa je karijeru započeo 1999. u ruskom Khimkiu iz Moskve, a 2001. nastavio u Avtodoru. Sljedeće godine prelazi u CSKA Moskvu, s kojim je 2003. i 2004. osvojio naslov Ruske Superlige. Na NBA draftu 2004. godine, Hrjapa je izabran u 2. krugu (22. ukupno) od strane New Jersey Netsa. Netsi su ga proslijedili momčadi Portlanda, a u lipnju 2007. je u razmjeni između Blazersa i Bullsa zamijenjen zajedno s Tyrusom Thomasom za LaMarcusa Aldrigea. U veljači 2008., Chicago Bullsi su nakon frustirajuće sezone otkupili Hrjapin ugovor i on je postao slobodnim igračem. Prosječno je u toj sezoni postizao 3.6 poena i 2.2 skoka za 11 minuta provedenih na parketu. 
Povratkom u Europu, natrag se je vratio u CSKA i potpisao ugovor dug četiri i pol godine. S CSKA je 2008. osvojio rusku ligu i Euroligu. 

## Ruska reprezentacija
Hrjapa je član ruske košarkaške reprezentacije. S njome je na Europskom prvenstvu u Španjolskoj 2007. osvojio zlatnu medalju. 

## Vanjske poveznice
- Profil na NBA.com
- Profil  Arhivirana inačica izvorne stranice od 24. svibnja 2014. (Wayback Machine) na Basketball-Reference.com